# NGC 3220
NGC 3220 = IC 604 ist eine spiralförmige Zwerggalaxie vom Hubble-Typ Sb im Sternbild Großer Bär am Nordsternhimmel. Sie ist schätzungsweise 55 Millionen Lichtjahre von der Milchstraße entfernt und hat einen Durchmesser von etwa 20.000 Lichtjahren. Gemeinsam mit NGC 3214 bildet sie das optische Galaxienpaar Holm 182.
Im selben Himmelsareal befinden sich u. a. die Galaxien NGC 3206 und NGC 3238.
Das Objekt wurde am 8. April 1793 vom deutsch-britischen Astronomen William Herschel entdeckt.